# Das flüssige Land
Das flüssige Land ist der Debütroman der österreichischen Autorin Raphaela Edelbauer von 2019.

## Handlung
Ruth, die Protagonistin des Romans, arbeitet an der Universität Wien an ihrer Habilitationsschrift zur Blockuniversums-Theorie. Sie steht unter Stress und konsumiert abwechselnd Aufputsch- und Beruhigungsmittel. Zitate aus ihrer Untersuchung durchsetzen das Buch. Durch ihre ständige Beschäftigung mit dem Thema Zeit verliert sie allmählich selbst ihr Gefühl für Zeit.
Als die Polizei sie telefonisch informiert, dass ihre Eltern bei einem Autounfall ums Leben gekommen sind, und es ihr Wunsch war, in ihrer Heimat Gross-Einland beerdigt zu werden, macht Ruth sich auf die Suche nach dem Ort, den das Navi nicht kennt, und der auf keiner Karte verzeichnet ist.
Nach einer planlosen, zweitägigen Reise mietet Ruth ein Zimmer, tankt am nächsten Tag ihr Auto auf, um nach der erfolglosen Suche nach Wien zurückzukehren. An der Tankstelle hört Ruth ein Gespräch zwischen zwei Männern, die nach Gross-Einland fahren wollen und folgt den beiden. Sie entdeckt schließlich, wie durch Zufall, das Ortsschild von „Gross-Einland“. Durch die Fahrt über heruntergekommene Straßen und zugewachsene Waldwege ist das Auto beschädigt worden. Sie kann nicht weiterfahren und übernachtet daher in einem Gasthof in Gross-Einland.
Ruth bleibt noch weiter in Gross-Einland, da sich ihr Auto immer noch in der Werkstatt befindet. Sie ist von dem Ort, der sich auf dem Privatgrundstück eines Grafenpaares befindet, fasziniert und lernt Gross-Einland und seine Probleme kennen. Die Altstadt sackt langsam in ein Loch und droht, die ganze Siedlung zu verschlingen. Die Bewohner versuchen, diesen Prozess zu stoppen oder zumindest zu verlangsamen, indem sie Bauschutt, Zement und Unrat in das Loch kippen. In der Gemeindebibliothek recherchiert Ruth über den Aufenthalt ihrer Eltern in dem Ort und stößt auf beunruhigende Informationen über dessen jüngere Geschichte. Durch ihre Nachforschungen wird die Gräfin auf Ruth aufmerksam und bestellt sie in ihr Schloss.
Da Ruth Physikerin ist, hält die Gräfin sie für geeignet, das fatale Problem des Ortes zu lösen und bietet ihr einen entsprechenden Job an. Ruth nimmt an, will sich aber zunächst um das Begräbnis ihrer Eltern kümmern und erfährt, dass die Beerdigung längst in Wien stattgefunden hat. Sie bleibt in dem Ort und kauft ein Haus, ohne zu wissen, dass ihre Eltern früher darin gelebt haben.
Ruth stellt weiter Nachforschungen über die Vergangenheit von Gross-Einland an und findet Indizien, die die Position der Gräfin in Frage stellen.
Die Gräfin möchte Gross-Einland zu einer Touristenattraktion entwickeln. Es wird ein Fest vorbereitet, wobei das riesige Loch als Attraktion im Mittelpunkt stehen soll.
Der Boden sackt indessen weiter ab, und es entstehen starke Schäden in Gebäuden und Straßen.
Auch in Ruths Haus gibt es Risse. Sie arbeitet nun wie besessen an dem Projekt, ein passendes Füllmittel zu finden. Sie hat Erfolg und kann ihr Haus vor dem Einsinken retten. Das giftige, benzinhaltige Mittel führt allerdings dazu, dass die Pflanzen in ihrem Garten absterben.
Das Absterben ihres Gartens fällt den Einwohnern auf. Sie kommen zum Schluss, dass Ruth ein Füllmittel gefunden hat. Daraufhin gibt Ruth, trotz Bedenken, das Mittel an die Gräfin weiter.
Am Tag des Eröffnungsfestes wird Gross-Einland von Touristen überflutet. An diesem Tag wird auch mit dem Eingießen der Füllung begonnen. Damit ist Ruths Arbeitsauftrag vollendet, es hält sie nichts mehr in dem Ort. Ruth sollte auf dem Fest eine Rede über die Natur von Gross-Einland halten, will dabei aber die Indizien, die gegen die Gräfin sprechen, offenlegen. Sie wirft stattdessen ihre Notizen in das Loch und fährt ohne ihre Rede zu halten zurück nach Wien.

## Themen
Themen des Romans sind die Auseinandersetzung mit dem Problem Zeit, Gegenstand der Habilitationsschrift der Protagonistin und zugleich ihr eigenes Problem, nämlich das Verlieren von Zeitgefühl und der damit einhergehende Realitätsverlust, es geht um die Auseinandersetzung einer Frau mit der Herkunft und Geschichte ihrer Familie, Familiengeheimnisse, um den Gegensatz zwischen Stadt und Land, Heimat-Idylle, die sich als Alptraum herausstellt. sowie um die kollektive Verdrängung der Nazivergangenheit, dargestellt an den Einwohnern eines österreichischen Dorfs.

## Historischer Hintergrund

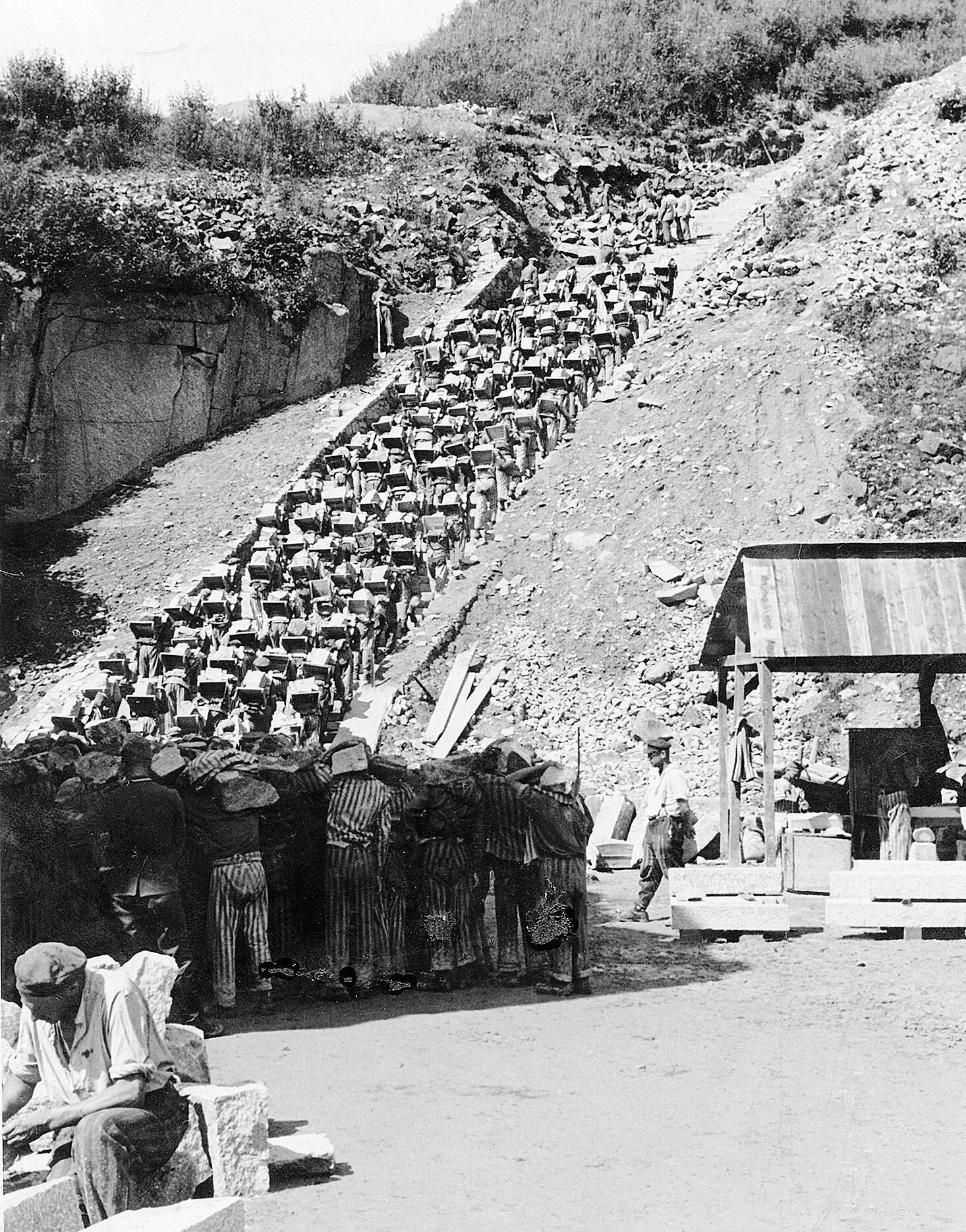
Häftlinge im Steinbruch, Konzentrationslager Mauthausen (1938–1945)

Historischer Hintergrund für die Geschichte von Gross-Einland ist ein Außenlager des KZ Mauthausen und das Schicksal der Insassen, die in den Stollen des ehemaligen Bergwerks Flugzeugteile für die deutsche Kriegsindustrie hergestellt haben.
Ruth erfährt mithilfe von alten Dokumenten, dass einige der Häftlinge auf einen Todesmarsch geschickt wurden, während andere im Lager durch Benzininjektionen getötet und in einem Massengrab begraben wurde. Soldaten, die sich um die Lagerinsassen kümmern sollten, wurden jedoch nervös und beschlossen, die restlichen Gefangenen lebendig zu begraben. Einige der Gefangenen konnten sich aber aus ihrer Verschüttung befreien, woraufhin sie von den Soldaten erschossen wurden. Dabei gelang wahrscheinlich einigen Menschen die Flucht, über deren Verbleib nichts in den Dokumenten erwähnt wird.
Das im Roman erwähnte Außenlager weist große Ähnlichkeiten mit einem Außenlager bei Hinterbrühl auf, der Ort, in dem Raphaela Edelbauer aufwuchs.

## Rezeption

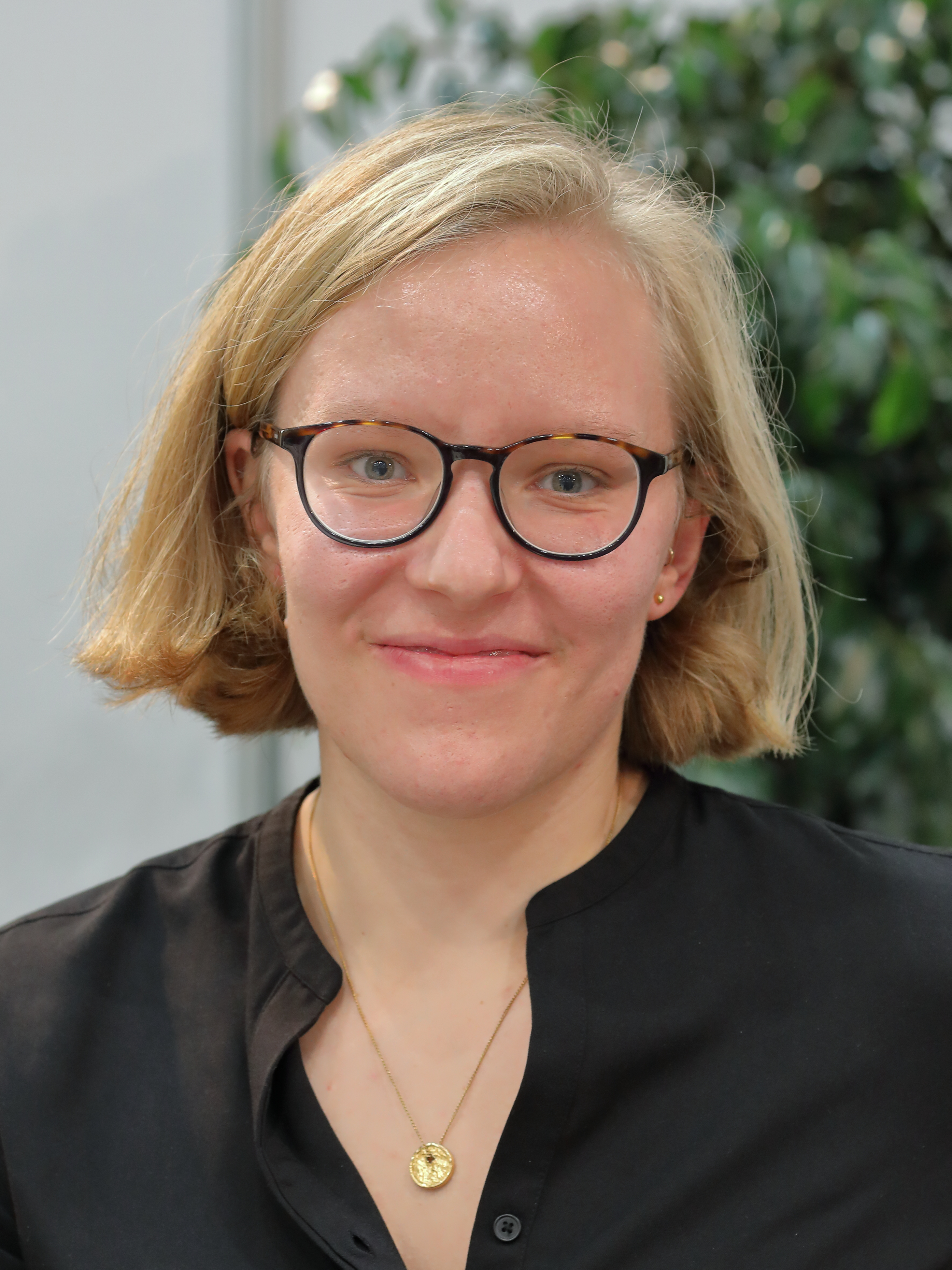
Raphaela Edelbauer (2019)

Bei den 42. Tagen der deutschsprachigen Literatur 2018 in Klagenfurt vorgelesen erhielt Edelbauer für das Buch den Publikumspreis. Im Sommer 2019 stand das Buch jeweils auf der Shortlist für den Österreichischen und den Deutschen Buchpreis und erreichte im November 2019 Platz drei der ORF-Bestenliste.
Das Buch wurde in mehreren deutschsprachigen Medien besprochen.

## Bühnenfassung
- Das flüssige Land, Bühnenfassung von Sara Ostertag und Jeroen Versteele, Regie: Sara Ostertag, Dauer: 1 Stunde und 40 Minuten, Premiere am 4. Februar 2023 am Burgtheater Wien[8]